# Karl Paryla

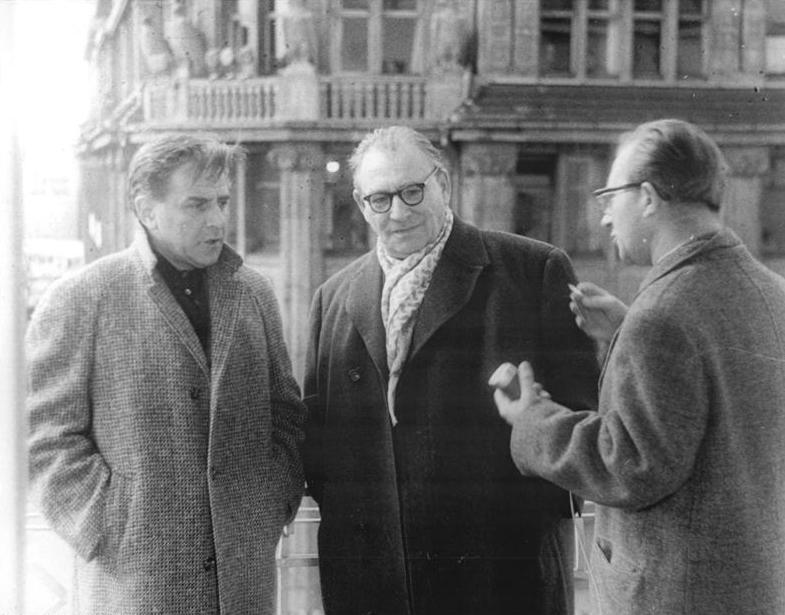
Links Karl Paryla 1959 in Hamburg

Karl Paryla (* 12. August 1905 in Wien, Österreich-Ungarn; † 14. Juli 1996 ebenda) war ein österreichischer Theaterschauspieler und -regisseur, der gelegentlich auch in Film und Fernsehen auftrat und inszenierte. Er gehörte dem Kreis um Bertolt Brecht und Wolfgang Langhoff an, der sich während der Nazi-Diktatur am Zürcher Schauspielhaus gebildet hatte. Eine seiner letzten Regiearbeiten war 1993 die Uraufführung von Die Kantine von Wolfgang Bauer am Schauspielhaus Graz.

## Leben

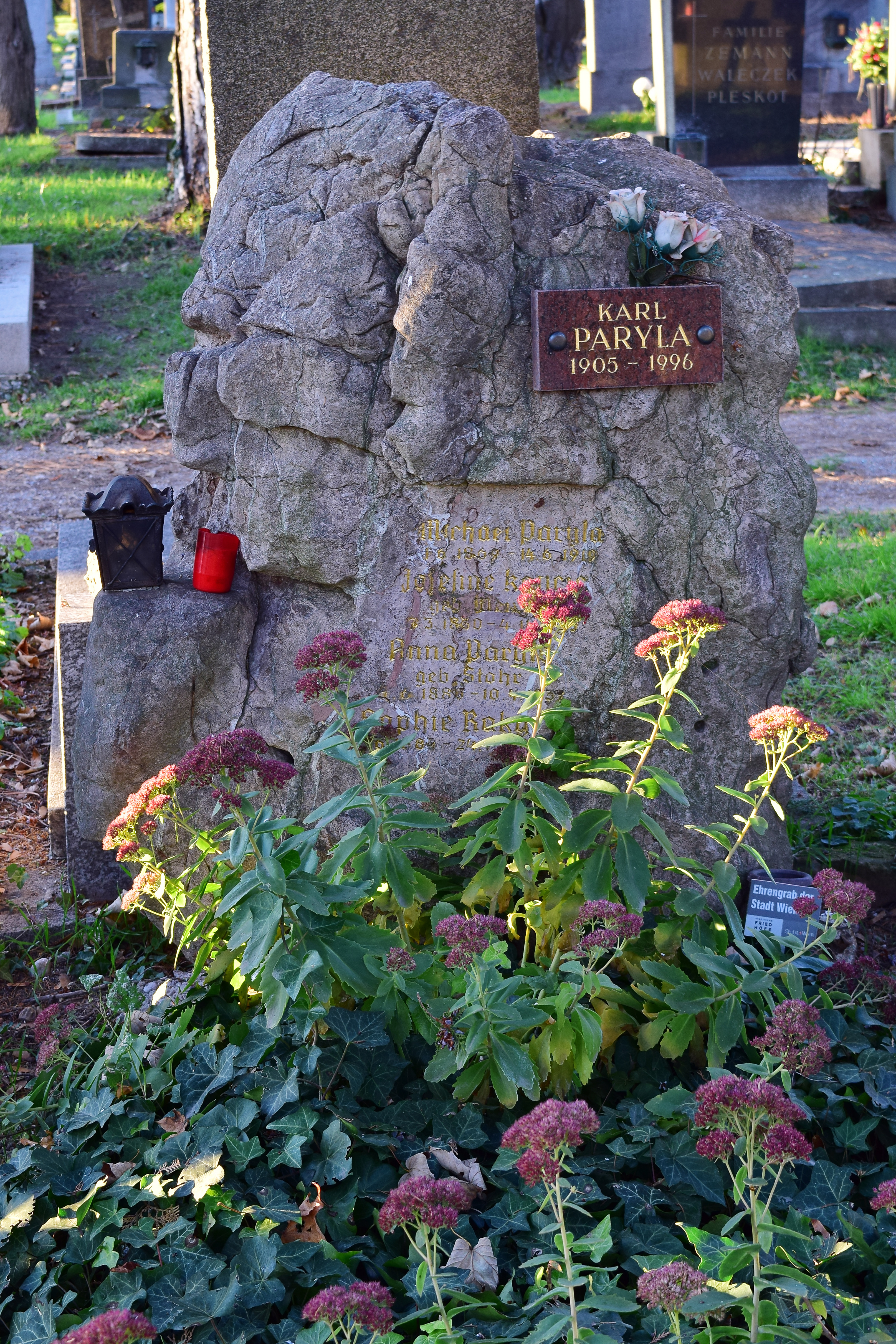
Karl Parylas Grab auf dem Wiener Zentralfriedhof

Paryla wuchs in ärmlichen Verhältnissen auf, debütierte nach der Schauspielschule am Wiener Raimundtheater und spielte 1927–1933 in Deutschland (Köln, Düsseldorf, Breslau, Darmstadt). Er war Mitglied der Revolutionären Gewerkschafts-Opposition und leitete in Breslau eine Arbeiterspielgruppe der Interessengemeinschaft für Arbeiterkultur. 
Am 30. Januar 1933, dem Tag der Machtergreifung der Nationalsozialisten, war Paryla gemeinsam mit seiner ersten Ehefrau, der Schauspielerin Eva Steinmetz, am Theater Darmstadt, das ihn kurz darauf fristlos entließ. Paryla kehrte daraufhin nach Wien zurück, wo er bis 1938 am Theater in der Josefstadt tätig war. Zwei Monate nach dem Anschluss Österreichs und einem anschließenden Verhör des Schauspielers durch die Gestapo emigrierte Paryla in die Schweiz und fand dort am Schauspielhaus Zürich eine neue Anstellung. In der Uraufführung von Brechts Mutter Courage und ihre Kinder spielte er den Schweizerkas. Er kehrte erst nach Kriegsende im Jahr 1945 wieder für Auftritte nach Österreich zurück. 
Schlussendlich zog Paryla nach Österreich zurück und trat 1948 der Kommunistischen Partei Österreichs (KPÖ) bei. Er gründete mit den ebenfalls aus Zürich zurückgekehrten Schauspielern Emil Stöhr und Wolfgang Heinz mit Hilfe der KPÖ ein eigenes Theater. Dieses trug den Namen „Neues Theater in der Scala“ und war im 1908 erbauten Johann Strauß-Theater in Wien untergebracht. Er wurde 1956 geschlossen. Wie das Theater fiel er den „Sanktionen“ des Brecht-Boykotts zum Opfer, auch den Teufel im Jedermann durfte er bei den Salzburger Festspielen nicht spielen.
Paryla ging dann nach Ost-Berlin, später an westdeutsche Bühnen, wo er als Darsteller und Gastregisseur wirkte. In Fritz Kortners Münchner Faust-Inszenierung gab er den Mephisto, in zahlreichen Nestroy- und Raimund-Rollen unterstrich der Charakterschauspieler sein komödiantisches Talent. In den 1960er Jahren nahm die Wiener Theaterkritik ihm seine deklarierte politische Haltung übel und stellte um 1962 anlässlich seiner Mitwirkung an Nestroys Die verhängnisvolle Faschingsnacht am Theater in der Josefstadt in seitenlangen Kommentaren entrüstet die Frage, ob denn ein Bolschewik an der Josefstadt spielen dürfe. Das Publikum blieb davon allerdings unbeeindruckt. In Köln erregte Paryla mit Inszenierungen von Maxim Gorkis Kleinbürgern und Elias Canettis Hochzeit Aufsehen. In den 1980er Jahren leitete er Aufführungen des Dario-Fo-Straßentheaters in Wien.
Paryla war der Bruder von Emil Stöhr. Verheiratet war Paryla in erster Ehe mit Eva, geb. Steinmetz, aus dieser Ehe stammte sein erster Sohn, der 1967 verstorbene Schauspieler Michael Paryla, und in 2. Ehe mit der Schauspielerin Hortense Raky. Mit ihr, den beiden gemeinsamen Söhnen Nikolaus und Stephan, die heute beide ebenfalls als Schauspieler tätig sind, lebte und arbeitete er in den Anfangsjahren der DDR eine Zeit lang auch in Ost-Berlin. Die Schauspielerin Katja Paryla war seine Nichte. 
Paryla verstarb 1996 an den Folgen eines Schlaganfalls. Seine ehrenhalber gewidmete Grabstätte befindet sich auf dem Wiener Zentralfriedhof (Gr. 89, R. 18, Nr. 51).

## Wirken

### Film und Fernsehen
Die bekanntesten der wenigen Kinofilme, in denen er als Schauspieler mitwirkte, sind Burgtheater (1936) und Der Engel mit der Posaune (1948). 1950 spielte er die Rolle des Dr. Semmelweis – Retter der Mütter in der gleichnamigen Verfilmung. Regie führte er bei Der Komödiant von Wien (1954), einer Verfilmung des Lebens des legendären Schauspielers Alexander Girardi. Mit spürbarem Herzblut gelang es ihm, dem Komödianten und Schauspieler filmisch ein Denkmal zu setzen. Mich dürstet (1956) ist ein weiterer, weniger bekannter Film, bei dem Paryla als Regisseur fungierte.
Das Fernsehen beschäftigte Paryla verhältnismäßig selten, jedoch bis ins hohe Alter. Otto Schenks Salzburg-Inszenierung des Shakespeare-Dramas Was ihr wollt aus dem Jahr 1972, wo er neben Josef Meinrad, Sabine Sinjen, Klaus Maria Brandauer, Christiane Hörbiger und Helmuth Lohner als Narr zu sehen war, wurde 1973 im Fernsehen gezeigt und erschien 2008 auch auf DVD.

### Theater
Das Theater war zeitlebens Parylas Passion. Parylas aus heutiger Sicht größtes, gar nicht hoch genug einzuschätzendes Verdienst war im Jahr 1948 die Inszenierung einer Posse politischen Inhalts von Johann Nepomuk Nestroy: Höllenangst mit der kongenialen Bühnenmusik von Hanns Eisler. Sie markiert den Beginn einer ernsthaften Auseinandersetzung mit Nestroys Werk nach dem Zweiten Weltkrieg und begründet Nestroys heutigen Rang als österreichischer Klassiker, nachdem Jahre zuvor bereits Karl Kraus diesen populären Vertreter des Wiener Volkstheaters erstmals auch als ernstzunehmenden Satiriker verfochten hatte und ihn gleichsam sein Vorbild nannte. 1990 wurde Paryla, der sich auch späterhin um das Nestroy’sche Werk verdient gemacht hatte, mit dem Nestroy-Ring ausgezeichnet.
Für seine Inszenierung des Schauspiels La Celestina von Fernando de Rojas (in einer Bearbeitung von Carlo Terron) wurde das Schauspiel Köln mit einer Einladung zum 4. Berliner Theatertreffen im Jahr 1967 geehrt. Ein schauspielerischer Höhepunkt in Parylas Karriere, der als Mime unter bedeutenden Regisseuren wie Ernst Lothar, Gustav Manker (Johann Nestroy Das Haus der Temperamente und Ferdinand Raimund Der Bauer als Millionär), Günther Haenel (Raimund Der Barometermacher auf der Zauberinsel) oder Otto Schenk spielte, war die Darstellung des Mephisto in Faust I von Johann Wolfgang von Goethe in der Inszenierung von Fritz Kortner mit Gerd Brüdern als Faust.
1986 verliehen ihm die Mitglieder der Hamburger Volksbühne den Ehrenpreis Silberne Maske.
Paryla war „berüchtigt“ für seine langen Proben, die häufig bis tief in die Nacht dauerten. Es konnte geschehen, dass die Schauspieler – nachdem die Beleuchter heimgegangen waren – bei Kerzenschein weiterarbeiten mussten. Nach dem Motto: „Wenn die Schauspieler kurz vor dem Nervenzusammenbruch sind, erst dann sind sie richtig gut“ (Quelle: Brigitte Drummer, die mit Paryla als Schauspielerin am Schauspiel Köln arbeitete).
Noch als über 85-Jähriger inszenierte er z. B. die Uraufführung eines Capriccios von Wolfgang Bauer an den Vereinigten Bühnen Graz: Die Kantine im Jahr 1993. Als Professor im Fach Schauspiel förderte Paryla junge Schauspieler, so nahm u. a. Douglas Welbat bei ihm drei Jahre Schauspielunterricht.

## Filmografie
| - 1935: Letzte Liebe - 1935: … nur ein Komödiant - 1936: Burgtheater - 1936: Fräulein Lilli - 1937: Sein letztes Modell - 1937: Der Pfarrer von Kirchfeld - 1938: Nanon - 1948: Der Engel mit der Posaune - 1950: Dr. Semmelweis – Retter der Mütter - 1953: Die Unbesiegbaren - 1954: Wiener Herzen (Der Komödiant von Wien / auch Regie und Buchvorlage) - 1956: Gasparone (auch Regie und Drehbuch) - 1956: Mich dürstet (Regie) - 1961: Zu viele Köche (TV-Mehrteiler) - 1961: Der Traum des Hauptmann Loy - 1961: Die inneren Stimmen (TV) - 1962: Eine Nacht in Venedig (TV) | - 1963: Der Arzt am Scheidewege (TV) - 1963: Der Bauer als Millionär (TV) - 1963: Kean (TV) - 1964: Flüchtlingsgespräche (TV) - 1964: Professor Bernhardi (TV) - 1965: An der schönen blauen Donau (TV) - 1968: Der Kaufmann von Venedig (TV) - 1972: Libussa (TV; Regie) - 1973: Was Ihr wollt (TV) - 1973: Okay S.I.R. (TV; Folge Opa Janopot) - 1975: Maghrebinische Geschichten - 1975: Totstellen (TV) - 1977: Alpensaga, Teil 3 – Das große Fest (TV) - 1981: Die grüne Seite (TV) - 1987: Der Talisman (TV; Regie) - 1988: Les volets verts (TV-Serie L’heure Simenon) - 1988: La mort d’Auguste (TV-Serie L’heure Simenon) - 1989: Singen kann der Mensch auf unzählige Arten (TV) |

## Auszeichnungen
- 1953: Nationalpreis der DDR II. Klasse für Kunst und Literatur
- 1959: Nationalpreis der DDR III. Klasse für Kunst und Literatur
- 1980: Karl-Skraup-Preis
- 1981: Wiener Ehrenmedaille in Gold
- 1987: Bundesverdienstkreuz 1. Klasse
- 1990: Johann-Nestroy-Ring der Stadt Wien
- 1996: Ehrenkreuz für Wissenschaft und Kunst I. Klasse